# أزمة الانشقاق الفنزويلي
حدثت انشقاقات عن الثورة البوليفارية في ظل إدارة الرؤساء هوغو تشافيز ونيكولاس مادورو. كانت ما تزال الأزمة الرئاسية الفنزويلية في عام 2019، والمتعلقة بمن هو الرئيس الشرعي لفنزويلا، جاريةً منذ 10 يناير عام 2019، عندما صرحت الجمعية الوطنية ذات الأغلبية المعارضة أن إعادة انتخاب نيكولاس مادورو في عام 2018 كانت باطلة، وأعلن المجلس أن رئيسه خوان غوايدو هو رئيس الدولة بالنيابة. شجع غوايدو أفراد الجيش والمسؤولين الأمنيين على سحب دعمهم لمادورو، وطرح قانون عفو عام، وافقت عليه اللجنة الوطنية، عن أفراد الجيش والسلطات التي تساعد في استعادة النظام الدستوري.
صرحت حكومة مادورو أن الأزمة هي «انقلاب تقوده الولايات المتحدة للإطاحة به والسيطرة على احتياطات البلاد من النفط». ينفي غوايدو مزاعم الانقلاب قائلًا إن المتطوعين السلميين هم من يدعمون حركته. اعتبارًا من مارس 2019، اعترفت 54 دولة بغوايدو رئيسًا مؤقتًا لفنزويلا، «بما فيها الولايات المتحدة ومعظم دول أمريكا اللاتينية وأوروبا.
اعترفت عدة شخصيات سياسية بارزة بغوايدو، وانشق مئات الأفراد العسكريين إلى كولومبيا، لكن القيادة العسكرية العليا لم تنفصل عن مادورو منذ منتصف أبريل عام 2019. بعد أحداث 23 يناير، دعم بعض الدبلوماسيين الفنزويليين في الولايات المتحدة غوايدو؛ وعادت الغالبية إلى فنزويلا بناء على أوامر مادورو.

## قبل الأزمة الرئاسية عام 2019
حدثت انشقاقات قبل الأزمة الرئاسية الفنزويلية عام 2019.

### رئاسة تشافيز
في عام 2007، أعلن وزير الدفاع راؤول بادويل انفصاله عن تشافيز وأعلن عن معارضته للتغييرات الدستورية المقترحة في الاستفتاء الدستوري عام 2007. أصبح بادويل «صوتًا بارزًا للمعارضة»، وأثار قلقه أن تشافيز كان يسقط فنزويلا باتجاه «طريق الخراب» الاستبدادي. أصبح الشخصية العسكرية الأعلى رتبة المعارضة لتغييرات تشافيز الدستورية التي «ستركز القوة بيد السلطة التنفيذية».
في أكتوبر عام 2008، ادعى محامي عسكري وجود مخالفات مالية تصل قيمتها إلى 14 مليون دولار أمريكي خلال فترة حكم بادويل كوزير للدفاع. صرحت صحيفة نيويورك تايمز أن «تشافيز تحرك ضد مجموعة كبيرة من المنتقدين المحليين، وجهوده في الأسابيع الأخيرة لإحكام قبضته على القوات المسلحة أدت إلى اعتقالات رفيعة المستوى وموجة من إعادة تعيين المناصب». اعتقل بادويل في عام 2009؛ وقال إن اعتقاله كان لدوافع سياسية، واعترف حلفاء تشافيز بذلك في المجالس الخاصة. تم سجنه، ووفقًا لصحيفة الغادريان قال «إن جريمته كانت إدراكه -وتصريحه- أن الرئيس كان صاغية». أشار تقرير منظمة هيومن راتس ووتش لعام 2009 إلى بادويل كمثال على الاضطهاد السياسي.
في مايو عام 2010، أدانت المحكمة العسكرية بادويل بتهمة الفساد وحكمت عليه بالسجن مدة سبع سنوات وأحد عشر شهرًا؛ قال بادويل إنه بريء. أطلق سراحه في عام 2015.

### رئاسة مادورو
في ديسمبر عام 2014، انشق المسؤول الأمني ليمزي سالازار إلى الولايات المتحدة بعد تواصله مع إدارة مكافحة المخدرات الأمريكية لمدة شهرين حول تورط ديوسدادو كابيلو المزعوم بتجارة المخدرات الدولية. ادعى سالازار أن كابيلو ترأس منظمة كارتيل أوف ذا صن، وهي منظمة عسكرية لتهريب المخدرات في فنزويلا؛ فر إلى الولايات المتحدة ووضع تحت حماية الشهود. بعد انشقاق سالازار، قال إن تاريخ وفاة هوغو تشافيز الذي صرحت به الحكومة الفنزويلية كان خاطئًا. بناء على معلومات قدمها سالازار، فإن غويليرمو كوتشيز، سفير منظمة الولايات الأمريكية، صرح أن تشافيز توفي في 30 ديسمبر عام 2012، مما يتناقض مع تاريخ 5 مارس 2013 الذي قدمه مادورو. يعد تاريخ وفاة تشافيز مثيرًا للجدل لأنه تم إصدار قوانين باسمه بعد التاريخ الذي قال سالازار إنه توفي فيه.

#### الأزمة الدستورية عام 2017
بتاريخ 12 يناير عام 2017، أعيد اعتقال راؤول بناء على ادعاءات بأنه يخطط للإطاحة بالحكومة. اعتقل العديد من السياسيين الآخرين فيما وصفه سياسيو المعارضة بأنه تهم ملفقة.
في عام 2017، أدانت المدعية العامة لويزا أورتيغا دياز تمزق الديمقراطية في فنزويلا عندما تولت المحكمة العليا الفنزويلية صلاحيات منسوبة دستوريًا للجمعية الوطنية، في خطوة اعتبرت انتزاعًا للسلطة على الصعيدين الوطني والدولي. منعتها المحكمة العليا من مغادرة البلاد وجمدت ممتلكاتها، بسبب «سوء السلوك الخطير» المزعوم في المنصب، وقامت الجمعية الوطنية المؤسسة حديثًا بفصلها من منصب المدعي عام. ادعى طارق ويليم صعب، رئيس هيئة الادعاء البديل الذي عينته الجمعية الدستورية، أنها وزوجها، جيرمان فيرر، أداروا مجموعة ابتزاز، وبعد يوم واحد أمرت الجمعية الدستورية باعتقالهما. قال فيرر أن التهم سياسية بطبيعتها. غادرت أورتيغا وفيرر فنزويلا، وصرحت أورتيغا قائلة إن حكومة مادورو «ستسلبني حياتي». قال مادورو إنه يسعى للحصول على مذكرة توقيف لها ولزوجها، مدعيًا أنهما متورطين بجرائم خطيرة.
بتاريخ 28 نوفمبر عام 2017، وبعد خلافات مع حكومة فنزويلا، تم فصل رافائيل راميريز بصفته ممثلًا دائمًا لفنزويلا لدى الأمم المتحدة في نيويورك. في ديسمبر، أكد بأنه استقال من منصبه لدى الأمم المتحدة بناءً على طلب الرئيس الفنزويلي. لم يقدم مساعدو مادورو أي دلائل على الابتزاز المزعوم في فترة حكم راميريز، ويقول النقاد أن الرئيس كان مشاركًا في «عملية تطهير هدفها مساعدة الزعيم المحاصر في تعزيز سيطرته على صناعة النفط التي تشكل شريان الحياة في البلاد»، وذلك وفقًا لصحيفة وول ستريت. قال راميزير الذي كان أحد أقوى السياسيين في فنزويلا أنه استقال «تحت الضغط بسبب تعبيره عن آرائه حول كيف يمكن للبلاد أن تتخطى أزمتها الاقتصادية المتأزمة».
أصبح وزير الداخلية ميغيل رودريغيز توريس، إلى جانب أورتيغا دياز، ينتقد الحكومة بشكل متزايد في عام 2017. في يونيو، عبر عن معارضته للمبادرة الرئاسية لعقد مجلس وطني تأسيسي، ودعا بدلًا من ذلك إلى انتخابات جديدة. في عام 2018، اعتقل عملاء سيبين (جهاز الاستخبارات الوطنية البوليفارية) رودريغيز توريس، الذي تحدث في اليوم السابق في تجمع للمعارضة؛ قالت الحكومة البوليفارية أن الجنرال حاول زرع الفتنة بين القوات المسلحة الفنزويلية.